# 麥霍號驅逐艦 (DD-105)
麥霍號驅逐艦（舷號DD-105）是一艘美國海軍建造的驅逐艦，為維克斯級驅逐艦的31號艦。她是美軍第一艘以麥霍為名的軍艦，以紀念美國獨立戰爭時期的海軍軍官詹姆士·麥霍（James Mugford）。
麥霍號在1917年於聯合鋼鐵廠開始建造，在1918年下水服役，其時第一次世界大戰已經結束。接著麥霍號調到加勒比海執勤，並充當水上飛機母艦。1922年麥霍號退役封存，在1936年除籍出售拆解。